# Пјан (Тренто)
Пјан је насеље у Италији у округу Тренто, региону Трентино-Јужни Тирол.
Према процени из 2011. у насељу је живело 37 становника. Насеље се налази на надморској висини од 1543 м.